# حسين أباد كمرزرد (حومة بيجار)
حسین أباد کمرزرد (بالفارسية: حسین‌آباد کمرزرد) هي قرية تقع في إيران في حومة. يقدر عدد سكانها بـ 122 نسمة بحسب إحصاء 2016.